# 우폴루섬

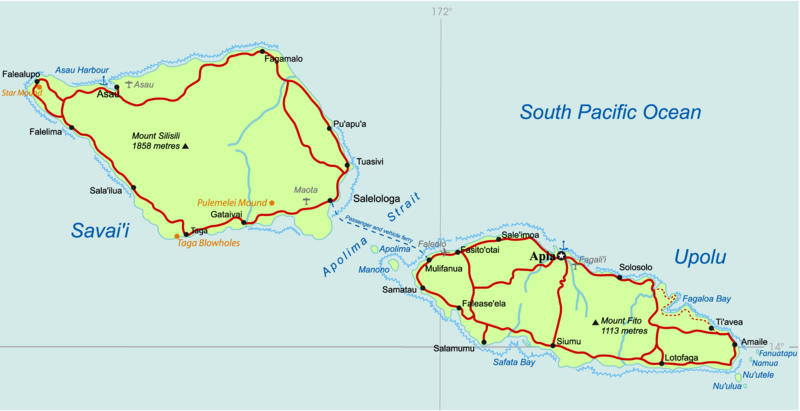
우폴루섬과 사바이이섬(오른쪽이 우폴루섬)

우폴루섬(Upolu)은 태평양 사모아에 있는 화산섬으로, 해저화산 활동과 현무암으로 형성된 섬이다.
길이는 동서 최장 75km이며 면적은 1,125km2이다. 사모아 인구 대부분이 거주하며 사모아에서 인구가 가장 많은 섬이다. 섬 서단에는 팔레올로 국제 공항이 있으며 섬 북부에는 사모아의 수도인 아피아가 위치한다. 이웃한 섬인 사바이섬과는 달리 우폴루섬에서는 화산 폭발에 관한 기록이 남아있지 않다.
18세기 후반부터 19세기 초반까지 이 섬은 오잘라바섬(Ojalava) 또는 오졸라바섬(Ojolava)으로 알려져 있었다. 19세기 후반 로버트 루이스 스티븐슨은 이 섬에 총면적 1.6km2에 달하는 농지를 소유했으며 1894년 그 곳에서 사망했다.
2009년 9월 29일 아침 6시 48분경 아피아에서 남쪽으로 약 195km 정도 떨어진 진원으로서 진도 규모 8.0에 달하는 지진(2009년 사모아 지진)이 발생했으며 우폴루섬 남동부에서는 약 10m 정도에 달하는 해일이 덮쳐 마을이 침수되고 많은 사망자가 발생하는 등 큰 피해를 입었다.